# Juan Antonio Mateos
Juan Antonio Mateos Lozada (Ciudad de México, 24 de julio de 1831-ibídem, 29 de diciembre de 1913), citado como Juan A. Mateos, fue un dramaturgo, novelista, poeta, periodista y político mexicano de ideología liberal.

## Estudios
Fue hijo del soldado insurgente Remigio Mateos y de María Lozada. Durante la Primera intervención estadounidense en México se trasladó a Toluca, en donde ingresó al Instituto Científico Literario del Estado de México. Conoció a Ignacio Manuel Altamirano y editó en el periódico Los Papachos, realizando críticas a los conservadores, por tal motivo, fue expulsado de la institución en julio de 1852. 
Viajó a la Ciudad de México y realizó los estudios de jurisprudencia en el Colegio de San Juan de Letrán logrando titularse como abogado en 1857.

## Activista liberal

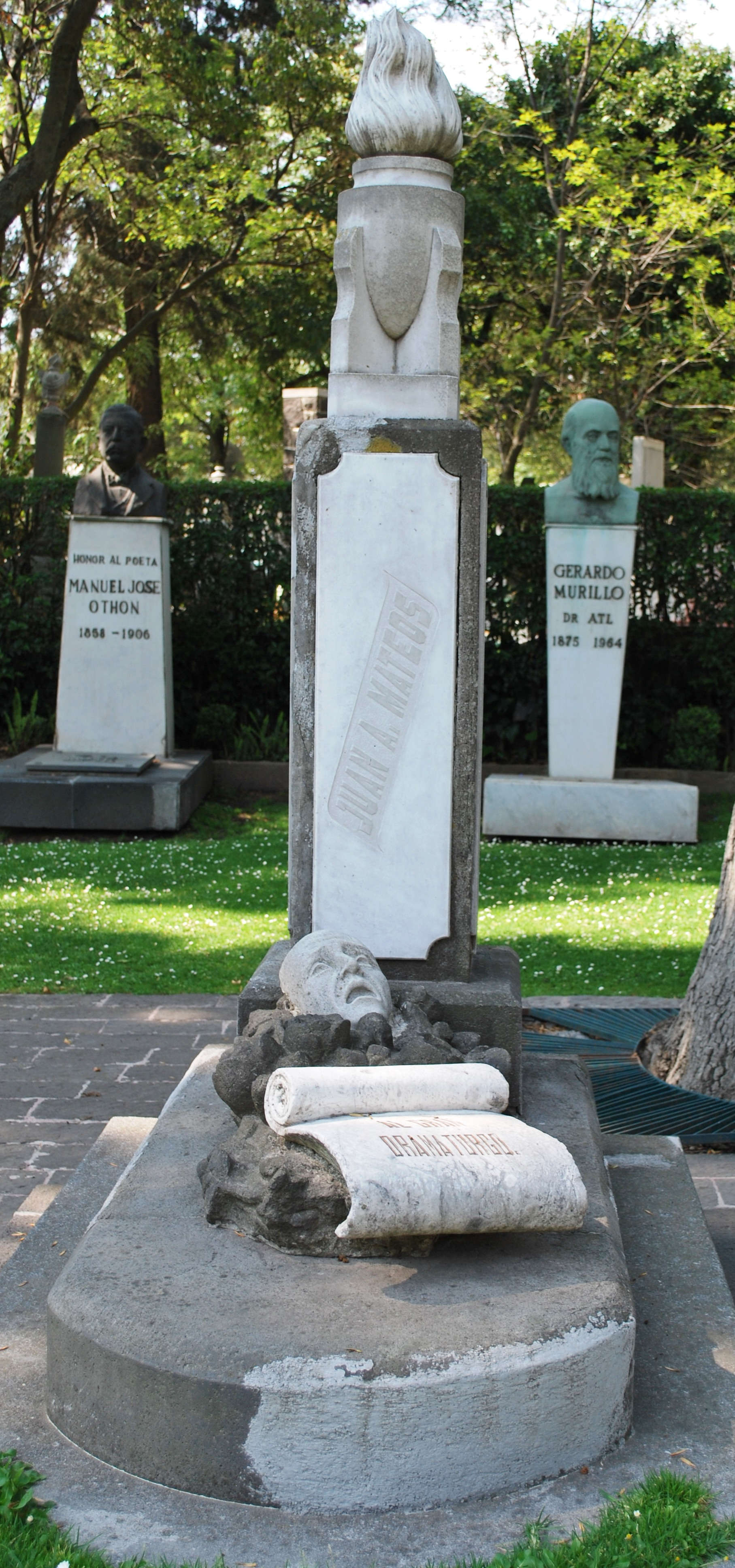
Tumba de Juan Antonio Mateos

Sus primeros artículos los realizó para el periódico El Monitor Republicano en 1857. Al estallar la Guerra de Reforma se integró en las fuerzas liberales bajo las órdenes del general Ignacio Zaragoza, de Felipe Berriozábal y de Jesús González Ortega. Durante la guerra, su hermano Manuel participó bajo las órdenes de Santos Degollado y perdió la vida el 11 de abril de 1859 como uno de los mártires de Tacubaya.
Al terminar el conflicto armado, fue nombrado diputado suplente del sexto distrito electoral del Distrito Federal y más tarde diputado propietario del distrito de Allende del estado de Guerrero. Al iniciar el Segundo Imperio Mexicano fue miembro del Ayuntamiento de la Ciudad de México, pero renunció a su cargo y criticó el régimen imperialista a través de artículos para el periódico La Orquesta. Su actitud fue considerada un desacato, fue sometido a una corte marcial y encarcelado. A pesar de ello, continuó publicando artículos en contra de la Segunda Intervención Francesa en México y de Maximiliano de Habsburgo; se le trasladó a la cárcel de San Juan de Ulúa y posteriormente se le desterró a la península de Yucatán. Bajo las órdenes del general Porfirio Díaz participó en la toma de la Ciudad de México en 1867.

## Político
Con la República restaurada, fue nombrado secretario de la Suprema Corte de Justicia, poco después fue diputado del Congreso de la Unión, participando de forma constante. Fue director de la Biblioteca del Congreso. Murió el 29 de diciembre de 1913, fue sepultado en el Panteón Francés de la Piedad, se instaló un cenotafio en su honor en la Rotonda de las Personas Ilustres.

## Obras
- El Cerro de las Campanas: memorias de un guerrillero, novela histórica en 1868.
- El sol de mayo en 1868.
- Sacerdote y caudillo; (memorias de la insurrección): novela histórica en 1869.
- El libro rojo, coautor con Vicente Riva Palacio, Manuel Payno, Rafael Martínez de la Torre en 1871
- Los insurgentes: continuación de Sacerdote y caudillo.
- Páginas de la juventud: ensayos poéticos de Juan A. Mateos en 1875.
- La majestad caída; o la revolución mexicana en 1911.
- Historia parlamentaria de México en 25 volúmenes.

## Familia
Perteneció a la misma familia que Francisco Zarco, Ignacio Ramírez "El Nigromante" y Adolfo López Mateos.

## Reconocimientos
- En la colonia Obrera de la delegación Cuauhtémoc de la Ciudad de México, una calle lleva su nombre.[cita requerida]